# Albán ábécé
Az albán ábécé az albán nyelv leírására használt, harminchat betűt tartalmazó, a latin íráson alapuló ábécé. A hét magánhangzóból és huszonkilenc mássalhangzóból álló betűkészlet kis megszorításokkal jól leképezi az albán nyelv hangtani sajátosságait, ezért a fonémaalapú, kiejtéskövető ábécék között tartják számon. További jellegzetessége, hogy két, diakritikus jelekkel ellátott betűt (ç, ë) kivéve a sajátos hangokat összetett betűkkel jelöli (dh, gj, nj stb.).
Az albán írásbeliség korai évszázadaiban az albán írástudók felekezeti hovatartozásuktól függően használták az arab, görög vagy latin ábécét albán nyelvű szövegeik rögzítésére. A 18–19. században több kísérlet történt egy új, sajátosan albán ábécé létrehozására. Az első sikeres próbálkozás Sami Frashëri nevéhez fűződik, aki munkatársaival 1879-ben vezette be a sajátos grafémákat is tartalmazó sztambuli ábécét. Ehhez a századfordulón újabb kezdeményezések csatlakoztak: 1899-ben a Bashkimi-ábécét, 1901-ben pedig az Agimi-ábécét dolgozták ki shkodrai katolikus körök. Végül az 1908-as manasztiri kongresszus döntése értelmében a Bashkimi-ábécé módosított változata lett az albán nyelv ábécéje, amelyet egy rövidebb ellenállási hullámot követően az albánság egésze elfogadott, 1924-ben pedig törvényileg is szentesítették. Immár 117 éve ez a használatban lévő ábécé.
| Nagybetűk         | A   | B | C  | Ç  | D | Dh | E   | Ë     | F | G | Gj | H | I | J | K | L | Ll | M |
| Kisbetűk          | a   | b | c  | ç  | d | dh | e   | ë     | f | g | gj | h | i | j | k | l | ll | m |
| Fonetikai jelölés | a ä | b | t͡s | t͡ʃ | d | ð  | e ɛ | ə ʌ ɜ | f | ɡ | ɟ  | h | i | j | k | l | ɫ  | m |

| Nagybetűk                                                                      | N | Nj | O   | P | Q    | R | Rr | S | Sh | T | Th | U | V | X  | Xh | Y | Z | Zh |
| Kisbetűk                                                                       | n | nj | o   | p | q    | r | rr | s | sh | t | th | u | v | x  | xh | y | z | zh |
| Fonetikai jelölés                                                              | n | ɲ  | o ɔ | p | c tɕ | ɾ | r  | s | ʃ  | t | θ  | u | v | d͡z | d͡ʒ | y | z | ʒ  |
| A betűk kiejtése ide kattintva meghallgatható (150 kB Ogg Vorbis formátumban). |   |    |     |   |      |   |    |   |    |   |    |   |   |    |    |   |   |    |

## Albán írásrendszerek a 19. század közepéig
A középkorban az albánok lakta területekről ismert kisszámú munka latin, görög és cirill betűkkel íródott. A 14–15. századi oszmán hódítással annyi változott, hogy az arab írás használata is elterjedt a területen, a cirill ábécé viszont fokozatosan kiszorult a használatból. Bár e korai dokumentumok kivétel nélkül idegen nyelven íródtak, a felvázolt megosztottság az elkövetkező századokban is meghatározta az albán írásbeliséget.
Az első albán nyelvű könyv, az 1555-ben befejezett Meshari szerzője, Gjon Buzuku alapvetően latin betűkkel írta könyvét, de öt sajátos fonetikájú hangra a cirill ábécéből kölcsönzött betűt (bukvicákat) használt. Az ő megoldását követték további korai, 16–17. római északalbán katolikus szerzők, mint Pjetër Budi, Frang Bardhi és Pjetër Bogdani. Kortársuk, az arberes (olaszországi albán) Lekë Matrënga velük ellentétben kizárólag latin betűkkel írta műveit. Ő volt az első, aki az albán írásbeliségben a dentális réshangra a dh betűkapcsolatot használta, de további megoldásai nem bizonyultak maradandónak (ae a mai ë helyett, sc a mai sh jelölésére stb.).

A 18. századi elbasani ábécé

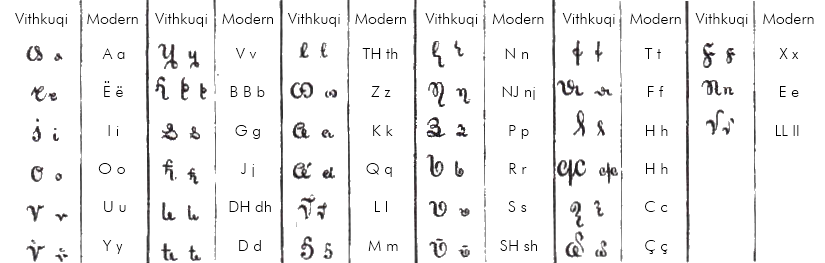
A Veqilharxhi-féle vithkuqi ábécé 1844-ből

Az albánok lakta déli vidékeken szögesen más volt a helyzet: a felekezeti viszonyok függvényében a muszlimok arab, míg az ortodoxok görög betűket használtak albán nyelvű szövegeik lejegyzésére. Az arab betűkkel írt legkorábbi ismert irodalmi alkotás Muçi Zade 1725-ben írt verse volt, és a század hátra lévő részében ez az írásrendszer jóformán egyeduralkodó lett a muszlim albánok körében, amihez a vallásos bejtedzsi irodalom kibontakozása is nagyban hozzájárult. Ennek hagyománya meglepően sokáig fennmaradt, Koszovóban még az 1940-es években is születtek albán nyelven arab betűkkel írt költemények. A déli ortodoxok körében a papság mellett nagy szerepet játszott a görög betűs írás elterjesztésében a voskopojai görögkeleti akadémia könyvkiadó tevékenysége. Az írásrendszerek felekezeti megoszlása nyilvánult meg még jóval később is, Kostandin Kristoforidhi munkásságában, aki az Újtestamentum geg fordítását (1872) latin, míg toszk szövegét (1879) görög betűkkel publikálta.
A 18. század közepétől ismertek elszigetelt próbálkozások sajátosan albán írásrendszerek kialakítására, e kísérletek mögött azonban még nem a nemzeti művelődés előremozdításának igénye állt. A legkorábbi ilyen ábécék között tartják számon a 18. század közepi, vitatott szerzőiségű, negyven betűből álló, teljesen egyedi írásképű elbasani ábécét, a voskopojai Theodhor Kavalioti – Johann Georg von Hahn által „illír glagolita írásnak” titulált – ábécéjét (1770), valamint a 18. század végéről Dhaskal Todhri ötvenkét betűs, az albán nyelv fonológiai sajátosságaihoz kevésbé alkalmazkodó írásrendszerét. Az előzőeknél némileg sikeresebb volt Naum Veqilharxhi próbálkozása, aki 1824–1825 körül dolgozta ki, majd 1844-ben publikálta ún. vithkuqi ábécéjét Evëtori című tanítói segédletében. Harminchárom betűből álló írásrendszere az elbasani ábécéhez hasonlóan egyedi kísérletnek számított, amennyiben nem a latin, a görög vagy az arab írásból indult ki, hanem némiképp az örmény betűkre emlékeztető, egyedi grafémákat vezetett be. Ábécéjét eleinte lelkesedéssel fogadták a déli toszk vidékeken, Kostandin Kristoforidhi 1864-ben tovább is fejlesztette, de végül kikopott a használatból, a 19. századi nyomdák egyszerűen nem vállalták a szükséges betűöntés költségeit.

## A modern albán ábécé kialakulása

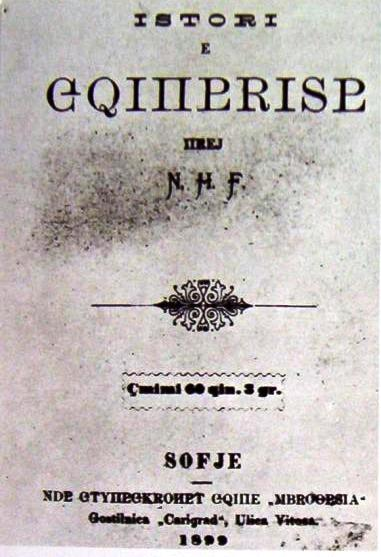
Naim Frashëri 1899-es művének címlapja a sztambuli ábécé betűivel

A 19. század közepén, a nemzeti eszmélés korszaka, a Rilindja hajnalán tehát az albánok bár egy nyelvet beszéltek, írástudóik a felekezeti törésvonalak mentén arab, görög vagy latin betűkkel írtak. Az egységes albán ábécé kialakításának igénye mint a nemzeti identitás és önművelés feltétele, az Oszmán Birodalmon belül az albán nemzeti érzést erősítő tényező merült fel, és az ország 1912-es függetlenné válásáig meghatározó szerepet töltött be az albánok önrendelkezésért vívott küzdelmeiben. 1871-ben Zef Jubani népköltészeti antológiája kiadásához dolgozott ki egy latin betűs ábécét (lásd Jubani-ábécé), a következő évben, 1872-ben pedig Hasan Tahsini jelentkezett saját írásrendszerével, de követőkre nem találtak. 1879-ben aztán Sami Frashëri vezetésével Konstantinápolyban kidolgozták az ún. sztambuli ábécét. Harminchat betűjének legtöbbjét a latin ábécéből vették, de tíz egyedi írásképű betűt a görög ábécéből kölcsönzött grafémákból alakítottak ki. Az Alfabetare e gluhësë shqip (’Az albán nyelv ábécéje’) címen még ugyanabban az évben publikált írásrendszer a következő évtizedekben elterjedt, noha a speciális betűk miatt nyomdatechnikai szempontból nem volt sokkal könnyebben adaptálható, mint a Veqilharxhi-ábécé. Alapvetően a sztambuli ábécét használva nyomtatta folyóiratait, könyveit és iskolai tankönyveit a konstantinápolyi, bukaresti és szófiai albán emigráció, de a századfordulóra egyes albán iskolákban is ennek alapján folyt az anyanyelvi oktatás.
A sztambuli ábécé bár elterjedt, nem lett belőle egységes albán ábécé. A muszlim albánok egy része továbbra is arab betűkkel, míg az észak-albániai katolikusok döntően latin ábécével írtak. A századfordulóra újrafogalmazódott az igény az egységes ábécé megteremtésére. Az albán diaszpórához köthető első kísérletek azonban eredmény nélkül zárultak. 1888–1889-ben például a romániai albánok álltak elő egy javaslattal a románon alapuló albán ábécé bevezetéséről, 1895-től pedig az olaszországi arberesek szerveztek több konferenciát is a témában, de érdeklődés híján ezek csak lokális kezdeményezések maradtak.
A századfordulós Shkodra katolikus hátterű pezsgő közművelődési élete adta az első lökéseket a kérdés megoldásához. Az 1899-ben megalapított Bashkimi egyesület tagjai – Preng Doçi, Gjergj Fishta, Ndoc Nikaj és mások – kidolgoztak egy új, kizárólag latin betűs ábécét azon az elven, hogy minden hangot egy-egy diakritikusok nélküli betű vagy kettős betű jelöljön (pl. ll, nj, xh). Ezzel a megközelítéssel azonban a társaság néhány tagja nem értett egyet, ezért 1901-ben Ndre Mjeda vezetésével kiléptek a Bashkimiból, és megalakították az Agimi egyesületet. A horvát ábécé alapján kidolgozták az Agimi-ábécét, amelynek fő jellemzője éppen a diakritikus jelek alkalmazása volt (pl. š, ž). A római katolikus egyházmegye 1902. április 30. és május 7. között konferenciát szervezett azzal a céllal, hogy a két ábécé közül a legmegfelelőbbet kiválasszák. A főpapság az Agimi-ábécé mellett érvelt, az alsó papság azonban a Bashkimi-ábécét támogatta, így a helyzet korántsem oldódott meg. Az 1900-as évek második felére a nemzeti műveltség és oktatásügy szempontjából is tarthatatlanná vált, hogy az albánok immár öt különféle írásrendszert használtak.

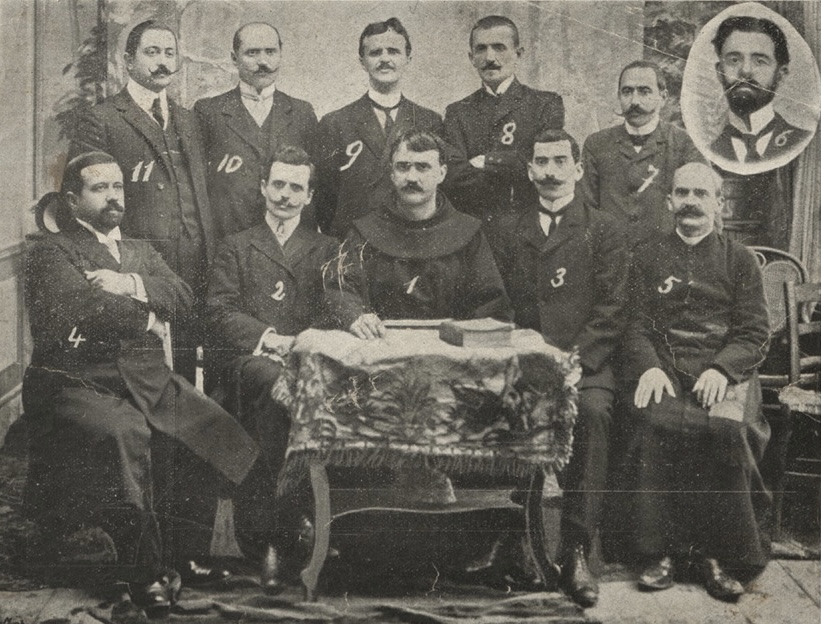
A manasztiri kongresszus különbizottsága. Ülő sor balról jobbra: Qiriazi, Frashëri, Fishta, Gurakuqi, Mjeda; álló sor: Vrioni, Topulli, Peci, Kolonja, Buda; különkép: Cilka

Végül 1908. november 14. és 22. között került sor az albán művelődéstörténetbe manasztiri kongresszus néven bevonult közművelődési konferenciára, amelyen valamennyi albán felekezet, anyaországiak és emigránsok képviseletében mintegy százötven küldött jelent meg. A résztvevők Gjergj Fishta elnökletével egy különbizottságot hoztak létre, amely háromnapi tanácskozást követően úgy döntött, hogy a Bashkimi-ábécé elvi alapjaira támaszkodva kizárólag latin betűs és lehetőség szerint a diakritikus jeleket mellőző, összetett betűket is tartalmazó ábécét fogad el az albán nyelv ábécéjeként.
A döntést nem fogadta egyöntetű lelkesedés, sem az ifjútörök kormány, sem az őket támogató albán muszlimok nem fogadták el a latin betűs ábécét. Az ifjútörökök 1909. július 23-án tanácskozásra gyűltek össze Dibrában, ahol hitet tettek amellett, hogy az Oszmán Birodalmon belül csak az iszlám szellemiséget tükröző arab írásrendszer fogadható el. Szigorú intézkedéseket hoztak, az új albán ábécét propagáló és használó hazafias társaságokat és nyomdákat bezáratták, a lapszerkesztőket és iskolamestereket zaklatták. A fanatikusabb albán muftik és medreszék támogatták ezeket a kormányzati törekvéseket, és miután az 1909. szeptemberi elbasani kongresszus szentesítette az előző évi manasztiri döntést, országszerte tiltakozó akciókat szerveztek, hogy az arab írás bevezetése mellett tüntessenek. Miután azonban ellentiltakozásokra került sor Përmetben, Frashërban, Tepelenában és Konicában, majd az észak-albániai katolikus törzsek is kilátásba helyezték, hogy 60 ezer fegyveresükkel fognak érvényt szerezni a latin betűs albán ábécének, a kedélyek némiképp lecsillapodtak. Ez azonban csak ideiglenes nyugalomnak bizonyult. 1910. február 6-án az ifjútörökök ismét összegyűltek, ezúttal Manasztirban tartottak ellenkongresszust, és az 1908-as manasztiri kongresszus határozatát semmissé téve döntést hoztak az arab írásos albán ábécé bevezetéséről. Az arab írást szentnek, a latint pedig a vallási törvényekkel és az iszlám érdekeivel ellentétesnek minősítették. A cél érdekében létrehozott konstantinápolyi Mahfeli társaság ezalatt elárasztotta az albánok lakta területeket arab írással nyomtatott albán nyelvű brosúrákkal. 1910. február 19-én Korçában 12-15 ezer albán ment az utcára, hogy a döntés és a kampány ellen tiltakozzanak. Másnap, február 20-án Gjirokastrában került sor tüntetésre, majd valamivel később Elbasanban 7 ezres tömeg söpörte el a helyi hodzsák által szervezett iszlamista tüntetést. A korabeli beszámolók szerint a megmozdulásokban nem csak keresztények vettek részt, a nemzeti egységakarat ezeken az eseményeken is megnyilvánult. Korçában például egy helyi hodzsa, Hafiz Ali áldotta meg a latin betűs ábécéért tüntető tömeget, de Gjirokastrában és Elbasanban is védelmükbe vették az új albán ábécét a helyi muszlim közösségek megbecsült tagjai. A legnagyobb tiltakozásra Beratban került sor, ahol a helyiek 15 ezres tömege nyilvánosan vetette tűzre a Mahfeli-röpiratokat.
1910. március 21–23-án került sor a második manasztiri kongresszusra, amelyen a két évvel korábbinál jóval kevesebb, harmincöt egyesület képviseletében húsz küldött vett részt. Szimbolikus aktusként ismét megerősítették az 1908-as döntést a latin betűs albán ábécé bevezetéséről, egyúttal kinyilvánították, hogy ez pusztán nyelvi, és nem felekezeti kérdés. Jóllehet, e nyilatkozat ellenére ekkorra már valójában politikai üggyé vált az ábécé kérdése, hiszen az ifjútörök kormány nyomásgyakorlásával való nyílt szembeszállást az albán nemzeti identitás szolgálatába lehetett állítani.
Albánia függetlenségének 1912. november 28-ai kikiáltásával többé nem volt napirenden az albán ábécé kérdése, az albán nemzetgyűlés pedig 1924-ben törvényerőre is emelte az 1908-as manasztiri kongresszus döntését.

## Az egyes ábécék összevetése
Az alábbi táblázat az egyes írásrendszerek grafémáit veti egybe, sárgával jelölve a ma is érvényben lévő manasztiri ábécé betűit.
|    | Sztambuli ábécé | Bashkimi-ábécé | Manasztiri ábécé |
| -- | --------------- | -------------- | ---------------- |
| 1  | A a             | A a            | A a              |
| 2  | B b             | B b            | B b              |
| 3  | C c             | Ts ts          | C c              |
| 4  | Ç ç             | Ch ch          | Ç ç              |
| 5  | D d             | D d            | D d              |
| 6  | Б δ             | Dh dh          | Dh dh            |
| 7  | E ε             | É é            | E e              |
| 8  | ♇ e             | E e            | Ë ë              |
| 9  | F f             | F f            | F f              |
| 10 | G g             | G g            | G g              |
| 11 | Γ γ             | Gh gh          | Gj gj            |
| 12 | H h             | H h            | H h              |
| 13 | I i             | I i            | I i              |
| 14 | J j             | J j            | J j              |
| 15 | K k             | K k            | K k              |
| 16 | L l             | L l            | L l              |
| 17 | Λ λ             | Ll ll          | Ll ll            |
| 18 | M m             | M m            | M m              |

|    | Sztambuli ábécé | Bashkimi-ábécé | Manasztiri ábécé |
| -- | --------------- | -------------- | ---------------- |
| 19 | N n             | N n            | N n              |
| 20 | И ŋ             | Gn gn          | Nj nj            |
| 21 | O o             | O o            | O o              |
| 22 | Π p             | P p            | P p              |
| 23 | Q q             | C c            | Q q              |
| 24 | R r             | R r            | R r              |
| 25 | Ρ ρ             | Rr rr          | Rr rr            |
| 26 | S s             | S s            | S s              |
| 27 | Ϲ σ             | Sh sh          | Sh sh            |
| 28 | T t             | T t            | T t              |
| 29 | Θ θ             | Th th          | Th th            |
| 30 | U u             | U u            | U u              |
| 31 | V v             | V v            | V v              |
| 32 | X x             | Z z            | X x              |
| 33 | X̦ x̦             | Zh zh          | Xh xh            |
| 34 | Y y             | Y y            | Y y              |
| 35 | Z z             | X x            | Z z              |
| 36 | Z̧ z̧             | Xh xh          | Zh zh            |